# رودريغو مونتيس
رودريغو مونتيس (بالإسبانية: Rodrigo Montes)‏ هو لاعب كرة قدم أرجنتيني، ولد في 16 أكتوبر 1999 في قرطبة في الأرجنتين.

## وصلات خارجية
- رودريغو مونتيس على موقع قاعدة بيانات كرة القدم.إي يو (الإنجليزية)
- رودريغو مونتيس على موقع Soccerway.com (الإنجليزية)